# Unione Sportiva Pro Vercelli 1959-1960
Questa voce raccoglie le informazioni riguardanti l'Unione Sportiva Pro Vercelli nelle competizioni ufficiali della stagione 1959-1960.

## Rosa
| N. |                   | Ruolo | Calciatore           |
| -- | ----------------- | ----- | -------------------- |
|    | Italia (bandiera) | C     | Roberto Albertaro    |
|    | Italia (bandiera) | D     | Franco Baucè         |
|    | Italia (bandiera) | C     | Italo Bolzoni        |
|    | Italia (bandiera) | D     | Bruno Bosio          |
|    | Italia (bandiera) | A     | Pierluigi Bosisio    |
|    | Italia (bandiera) | C     | Giacomo Canova       |
|    | Italia (bandiera) | C     | Piero Ciocchetti     |
|    | Italia (bandiera) | D     | Francesco Dappiano   |
|    | Italia (bandiera) | A     | Giuseppe Dappiano    |
|    | Italia (bandiera) | P     | Gian Piero De Grandi |
|    | Italia (bandiera) | P     | Antonio De Jaco      |
|    | Italia (bandiera) |       | Facelli              |
|    | Italia (bandiera) | P     | Ezio Galbiati        |
|    | Italia (bandiera) |       | Giunta               |

| N. |                   | Ruolo | Calciatore               |
| -- | ----------------- | ----- | ------------------------ |
|    | Italia (bandiera) | D     | Carlo Guala              |
|    | Italia (bandiera) | A     | Enrico Loranzi           |
|    | Italia (bandiera) | A     | Mario Maraschi           |
|    | Italia (bandiera) | A     | Giuseppe Marchioro       |
|    | Italia (bandiera) | C     | Nino Malinverni          |
|    | Italia (bandiera) |       | Moscatelli               |
|    | Italia (bandiera) | D     | Franco Nicolini          |
|    | Italia (bandiera) | A     | Antonio Parodi           |
|    | Italia (bandiera) | D     | Giovan Battista Pirovano |
|    | Italia (bandiera) | C     | Franco Russi             |
|    | Italia (bandiera) |       | Santoni                  |
|    | Italia (bandiera) | C     | Pio Somacco              |
|    | Italia (bandiera) | D     | Luciano Vellano          |